# 2094 Магнітка
2094 Магнітка (2094 Magnitka) — астероїд головного поясу, відкритий 12 жовтня 1971 року.
Тіссеранів параметр щодо Юпітера — 3,629.